# Портеджвілл (Міссурі)
Портеджвілл (англ. Portageville) — місто (англ. city) в США, в округах Нью-Мадрид і Пеміскот штату Міссурі. Населення — 2942 особи (2020).

## Географія
Портеджвілл розташований за координатами 36°25′46″ пн. ш. 89°41′58″ зх. д. / 36.42944° пн. ш. 89.69944° зх. д. (36.429439, -89.699491).  За даними Бюро перепису населення США в 2010 році місто мало площу 5,29 км², уся площа — суходіл.

### Клімат
| Клімат : Портеджвілл  | Клімат : Портеджвілл | Клімат : Портеджвілл | Клімат : Портеджвілл | Клімат : Портеджвілл | Клімат : Портеджвілл | Клімат : Портеджвілл | Клімат : Портеджвілл | Клімат : Портеджвілл | Клімат : Портеджвілл | Клімат : Портеджвілл | Клімат : Портеджвілл | Клімат : Портеджвілл | Клімат : Портеджвілл |
| Показник              | Січ.                 | Лют.                 | Бер.                 | Квіт.                | Трав.                | Черв.                | Лип.                 | Серп.                | Вер.                 | Жовт.                | Лист.                | Груд.                | Рік                  |
| Середній максимум, °C | 5,6                  | 8,3                  | 14,4                 | 20,6                 | 25,6                 | 30,6                 | 32,2                 | 31,1                 | 27,2                 | 21,7                 | 14,4                 | 7,8                  | 20,0                 |
| Середній мінімум, °C  | −2,8                 | −1,1                 | 3,9                  | 9,4                  | 14,4                 | 19,4                 | 21,1                 | 20,0                 | 15,6                 | 8,9                  | 4,4                  | −1,1                 | 9,4                  |
| Норма опадів, мм      | 86                   | 84                   | 109                  | 127                  | 127                  | 99                   | 94                   | 69                   | 91                   | 91                   | 107                  | 112                  | 1199                 |
| --------------------- | -------------------- | -------------------- | -------------------- | -------------------- | -------------------- | -------------------- | -------------------- | -------------------- | -------------------- | -------------------- | -------------------- | -------------------- | -------------------- |
| Джерело: Weatherbase  |                      |                      |                      |                      |                      |                      |                      |                      |                      |                      |                      |                      |                      |

## Демографія
Згідно з переписом 2010 року, у місті мешкало 3228 осіб у 1346 домогосподарствах у складі 894 родин. Густота населення становила 611 особа/км².  Було 1409 помешкань (267/км²).
Расовий склад населення:
| - 78,6 % — білих - 19,0 % — чорних або афроамериканців - 0,2 % — азіатів - 0,1 % — корінних американців |

До двох чи більше рас належало 2,0 %. Частка іспаномовних становила 0,9 % від усіх жителів.
За віковим діапазоном населення розподілялося таким чином: 25,7 % — особи молодші 18 років, 57,9 % — особи у віці 18—64 років, 16,4 % — особи у віці 65 років та старші. Медіана віку мешканця становила 38,6 року. На 100 осіб жіночої статі у місті припадало 86,7 чоловіків;  на 100 жінок у віці від 18 років та старших — 81,3 чоловіків також старших 18 років.
Середній дохід на одне домашнє господарство  становив 41 326 доларів США (медіана — 30 536), а середній дохід на одну сім'ю — 50 754 долари (медіана — 41 618). Медіана доходів становила 38 839 доларів для чоловіків та 27 284 долари для жінок. За межею бідності перебувало 23,8 % осіб, у тому числі 25,4 % дітей у віці до 18 років та 21,1 % осіб у віці 65 років та старших.
Цивільне працевлаштоване населення становило 1176 осіб. Основні галузі зайнятості: виробництво — 24,1 %, освіта, охорона здоров'я та соціальна допомога — 23,6 %, роздрібна торгівля — 14,3 %, сільське господарство, лісництво, риболовля — 8,9 %.